# Rio Bolătău (Bistriţa)
O Rio Bolătău é um rio da Romênia afluente do Rio Bistriţa, localizado no distrito de Suceava.